# Петар Стојановић (композитор)
Петар Стојановић (Будимпешта, 6. септембар 1877 — Београд, 11. септембар 1957) био је српски виолиниста и композитор оперета, балета и оркестарске музике.

## Биографија
Рођен је у Будимпешти где се и школовао. Виолину је учио код Јенеа Хубајиа (Jenő Hubay). Студије виолине је наставио на Бечком конзерваторијуму код Јакоба Грина (Jakob Grün), а композицију је учио код Роберта Фухса (Robert Fuchs) и Рихарда Хојбергера (Richard Heuberger). Године 1905. живео је он и радио у Бечу, као српски композитор. Довршио је тада оперу "Тигар", која се спремала за извођење у Пештанској опери. Стојановић је до тада добио три награде за свој рад: аустријску државну награду и две Бетовенове награде.
Године 1925. прелази у Београд, где постаје професор виолине и директор Музичке школе „Станковић“. У Београду остаје до краја живота. По њему је названа Музичка школа „Петар Стојановић” Уб.

## Опус

### Опере и оперете
- „Тигар“ (Der Tiger / A Tigris), комична опера у једном чину (1905, Будимпешта)
- „Девојка на мансарди“ (Liebchen am Dach), на либрето Виктора Леона (Viktor Léon) (1917)

* „Војвода од Рајхштата“ (Die Herzog von Reichstadt) на либрето Виктора Леона и Хајнца Рајхерта (Heinz Reichert) (1921, Беч)

### Друга дела
- Виолински концерт No. 1 (1904)
- Виолински концерт No. 2 (1916, Праг)
- Романса за виолину и клавир
- „Смрт јунака“, симфонијска поема (1918)
- „Сава“, симфонијска поема (1935)
- „Мирјана“, балет (1942)
- „Девет чирака“, балет (1944)